# 禾状薹草
禾状薹草（学名：Carex alopecuroides）又稱川上氏薹，为莎草科薹草属下的一个种。分布于印度、台湾岛、锡金、尼泊尔、日本以及中国大陆的浙江、云南、湖北、四川等地，生长于海拔450米至2,700米的地区，多生于沟边湿处、河滩草地或山坡林下潮湿处。

## 扩展阅读
- 維基物種上的相關：禾状薹草